# Landkreis Biberach
Landkreis Biberach er en Landkreis i den tyske delstat Baden-Württemberg. Den udgør sammen med Alb-Donau-Kreis og den Kreisfri by Ulm den baden-württembergiske del af Region Donau-Iller i Regierungsbezirk Tübingen. Landkreis Biberach grænser mod nord til Landkreis Reutlingen og Alb-Donau-Kreis, mod øst til de bayerske landkreise Neu-Ulm og Unterallgäu samt den kreisfri by Memmingen, mod syd til Landkreis Ravensburg og i sydvest og vest til Landkreis Sigmaringen.

## Geografi
Landkreis Biberach ligger i Oberschwaben. Den vestlige spids når lige til Schwäbischen Alb. Floden Iller danner en naturlig grænse til Bayern.

### Trafik
I Landkreisen er der fire jernbanestrækninger; Hertil kommer en Museumsjernbane og en nedlagt jernbane:
- Württembergische Südbahn fra Ulm mod Friedrichshafen med strækningen Laupheim West – Biberach – Bad Schussenried
- Donautalbahn fra Ulm mod Donaueschingen (kun banegården i Riedlingen ligger i Kreisområdet)
- Jernbanen Leutkirch–Memmingen (kun banegården Tannheim (Württemberg) ligger i Kreisområdet)
- Jernbanen Laupheim West–Schwendi (mellem Laupheim West og Laupheim Stadt; resten af strækningen er nedlagt)
- Öchsle fra Warthausen (oprindeligt fra Biberach) til Ochsenhausen (kun Museumsdrift)
- Federseebahn fra Riedlingen til Bad Schussenried (nedlagt)

Landkreisen berøres af motorvejen A7 Ulm – Memmingen. De vigtigsgte hovedveje er B 30 Ulm – Friedrichshafen, som er udbygget til fire spor fra Biberach til Ulm, B 312 Reutlingen – Memmingen, B 311 Donaueschingen – Ulm og B 465 Kirchheim unter Teck – Leutkirch im Allgäu.

## Byer og kommuner
Kreisen havde 199742 indbyggere pr. 2018-12-31

| Byer 1. Bad Buchau (4294) 2. Bad Schussenried (8734) 3. Biberach an der Riß, by (32938) 4. Laupheim, by (22298) 5. Ochsenhausen (8856) 6. Riedlingen (10528) Kommunale administrative samarbejder 1. Gemeindeverwaltungsverband "Bad Buchau" med sæde i Bad Buchau; Består af: byen Bad Buchau samt kommunerne Alleshausen, Allmannsweiler, Betzenweiler, Dürnau Kr. Biberach, Kanzach, Moosburg, Oggelshausen, Seekirch og Tiefenbach Kr. Biberach 2. Vereinbarte Verwaltungsgemeinschaft der Stadt Bad Schussenried med kommunen Ingoldingen 3. Vereinbarte Verwaltungsgemeinschaft der Stadt Biberach an der Riß med kommunerne Attenweiler, Eberhardzell, Hochdorf bei Biberach, Maselheim, Mittelbiberach, Ummendorf og Warthausen 4. Gemeindeverwaltungsverband "Illertal" med sæde i Erolzheim; med kommunerne: Berkheim, Dettingen an der Iller, Erolzheim, Kirchberg an der Iller og Kirchdorf an der Iller 5. Vereinbarte Verwaltungsgemeinschaft der Stadt Laupheim med kommunerne Achstetten, Burgrieden og Mietingen 6. Vereinbarte Verwaltungsgemeinschaft der Stadt Ochsenhausen med kommunerne Erlenmoos, Gutenzell-Hürbel og Steinhausen an der Rottum 7. Vereinbarte Verwaltungsgemeinschaft der Stadt Riedlingen med kommunerne Altheim, Dürmentingen, Ertingen, Langenenslingen, Unlingen og Uttenweiler 8. 'Gemeindeverwaltungsverband "Rot-Tannheim" med sæde i Rot an der Rot; med kommunerne : Rot an der Rot og Tannheim 9. Vereinbarte Verwaltungsgemeinschaft der Gemeinde Schwendi med kommunen Wain | Kommuner 1. Achstetten (4920) 2. Alleshausen (524) 3. Allmannsweiler (304) 4. Altheim (2111) 5. Attenweiler (1934) 6. Berkheim (2921) 7. Betzenweiler (770) 8. Burgrieden (4072) 9. Dettingen an der Iller (2439) 10. Dürmentingen (2576) 11. Dürnau (453) 12. Eberhardzell (4511) 13. Erlenmoos (1794) 14. Erolzheim (3342) 15. Ertingen (5413) 16. Gutenzell-Hürbel (1855) 17. Hochdorf (2327) 18. Ingoldingen (2969) 19. Kanzach (486) 20. Kirchberg an der Iller (2087) 21. Kirchdorf an der Iller (3757) 22. Langenenslingen (3526) 23. Maselheim (4576) 24. Mietingen (4375) 25. Mittelbiberach (4403) 26. Moosburg (208) 27. Oggelshausen (956) 28. Rot an der Rot (4565) 29. Schemmerhofen (8412) 30. Schwendi (6726) | 1. Seekirch (296) 2. Steinhausen an der Rottum (2141) 3. Tannheim (2497) 4. Tiefenbach (519) 5. Ummendorf (4327) 6. Unlingen (2448) 7. Uttenweiler (3590) 8. Wain (1646) 9. Warthausen (5318) |

## Literatur
Das Land Baden-Württemberg – Amtliche Beschreibung nach Kreisen und Gemeinden (in acht Bänden); Hrsg. von der Landesarchivdirektion Baden-Württemberg; Band VII: Regierungsbezirk Tübingen, Stuttgart 1978, ISBN 3-17-004807-4